# IWI Tavor
Le Tavor (en référence au mont Thabor) est un fusil d'assaut israélien fabriqué par les IWI dans l'espoir de remplacer les M16 et les M4 équipant aujourd'hui Tsahal. Une première commande d'une quinzaine de milliers de Tavor aurait été passée en 2003. À terme, ce fusil d'assaut moderne pourrait être adopté par Tsahal comme remplaçant de ses M16/M4. Un contrat d'exportation de 20 millions de dollars aurait aussi été signé avec l'Inde et, selon certaines rumeurs[réf. nécessaire], le Tavor aurait été testé en Croatie.

## Développement
À la suite de la Première Intifada, un conflit presque entièrement urbain où les fusils d'assaut classiques se révèlent trop longs et handicapants, le besoin d'une nouvelle arme se fait sentir. Raccourcir la longueur du canon diminue la portée de l'arme, et augmente les nuisances sonores et visuelles du tir. C'est pourquoi une arme bullpup, qui permet de diminuer la longueur totale en gardant une longueur du canon convenable est choisie.
Le projet est dénommé TAR-21, pour « Tavor Assault Rifle » (fusil d'assaut Tavor) du XXIe siècle. Sa conception débute en 1991 et est menée en étroite collaboration avec l'armée israélienne, qui émet des demandes précises en tenant compte de son expérience sur le terrain. Le développement dure quelques années et la version définitive est présentée en 1998, avant d'être testée par des soldats entre 1999 et 2002 et adoptée par Tsahal en 2003.
Les résultats de ces tests sont très positifs et l'armée israélienne en est très satisfaite. Cependant, de très nombreux Colt M-4 avaient été achetés aux États-Unis à un tarif dérisoire, relevant de l'aide de guerre à l'État hébreu. Cela condamne le Tavor à n'équiper les troupes israéliennes que de manière marginale. Il s'agit là d'un problème de taille pour IMI, qui avait conçu son arme pour une distribution à grande échelle et risque de devoir affronter des problèmes de rentabilité si elle ne trouve pas de débouchés importants à l'export.
Tsahal pourrait sélectionner le Tavor en tant qu'arme standard de son fantassin du futur. L'arme deviendrait alors l'équivalent israélien du FAMAS Félin.

## Description
Le Tavor repose sur une conception de type bullpup. Ce système a pour avantage de réduire considérablement la taille de l'arme sans pour autant limiter celle de son canon, et elle conserve ainsi une bonne précision et une grande puissance. Afin qu'un droitier comme un gaucher puisse employer l'arme, un simple démontage permet de changer le côté où se trouve sa fenêtre d'éjection.
La cartouche de ce fusil d'assaut est la 5,56 mm OTAN, utilisée par la quasi-totalité des armes occidentales de cette catégorie, placée dans un chargeur courbe contenant trente munitions. Il s'agit de chargeurs normalisés STANAG-30c, les mêmes que ceux des M-4 américains, ce qui est particulièrement utile pour l'armée israélienne qui utilise ces derniers. Son mécanisme fonctionne par emprunt de gaz.
Le Tavor est construit en matériaux plastiques polymères qui l'allègent, et le modèle de série reçoit une optique d'aide au tir, par défaut un désignateur laser « point rouge » (red dot) : le viseur MARS d'ITL, ou un viseur reflex MEPRO de marque KIMBER (en), remplaçant les classiques organes de visée statiques (iron sights).

## Les différentes versions du Tavor
Le Tavor existait en 2005 en quatre versions et maintenant[Quand ?] en cinq versions.

### Le TAR 21

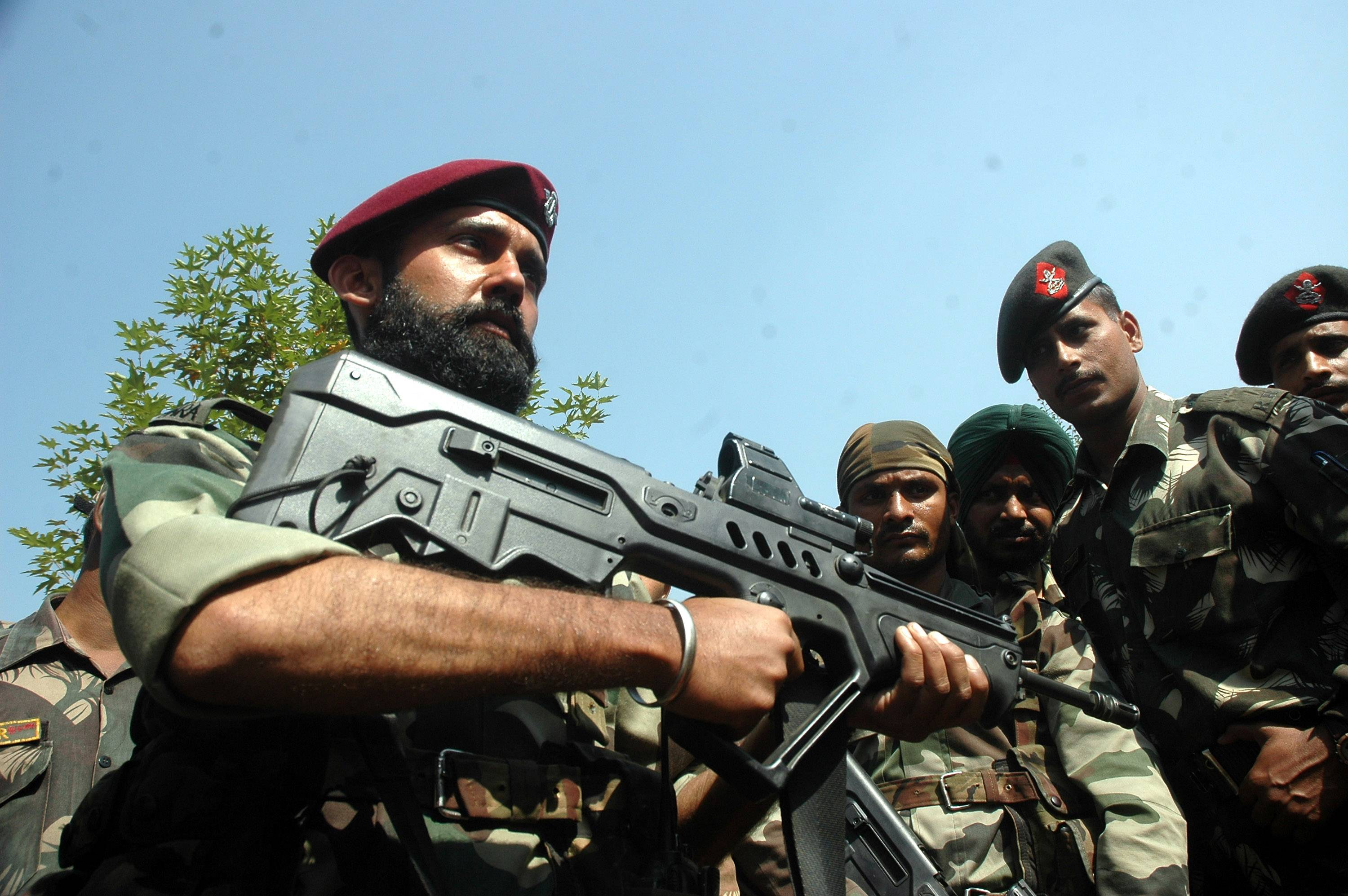
Le TAR-21, version standard de la gamme des fusils TAVOR dans les mains d'un parachutiste des Forces armées indiennes.

C'est la version de base du Tavor, celle qui doit être utilisée comme standard par les éventuelles infanteries qui l'adopteront, et qui peut en outre recevoir un lance-grenades M203. Il existe, aussi, un TAR-21 conçu pour le tir de précision, mais ses seules modifications sont l'ajout d'un bipied et le remplacement du viseur point rouge par une lunette grossissante.

### CTAR 21

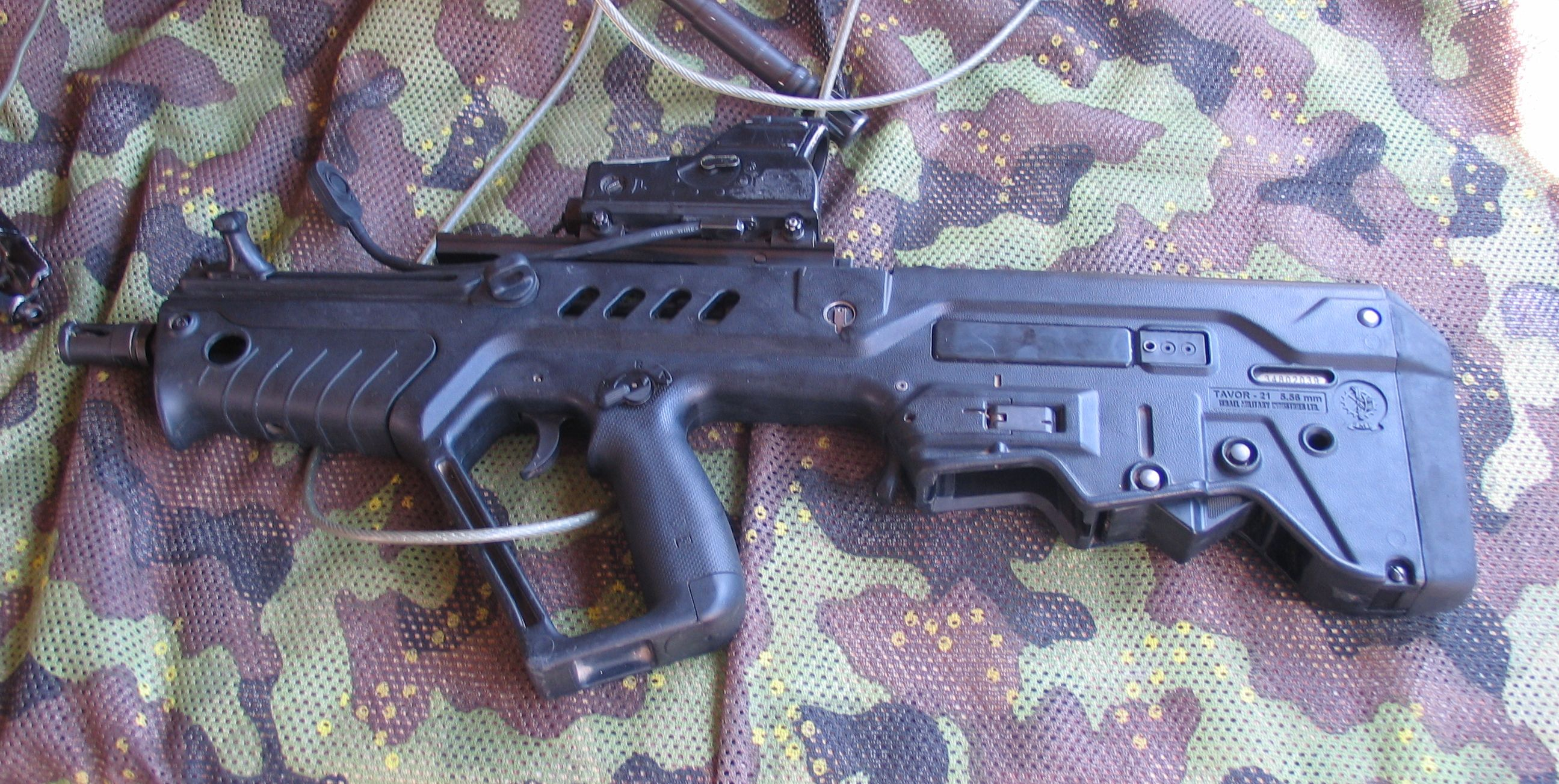
Le CTAR-21 : version compacte de la gamme des fusils TAVOR.

Cette variante compacte du TAR-21 (d'où le C) est quasiment identique à l'exception de son canon raccourci dont seul le cache-flamme dépasse du garde-main. Sa fabrication est assistée par METOYA II Guy .M.

### MTAR-21

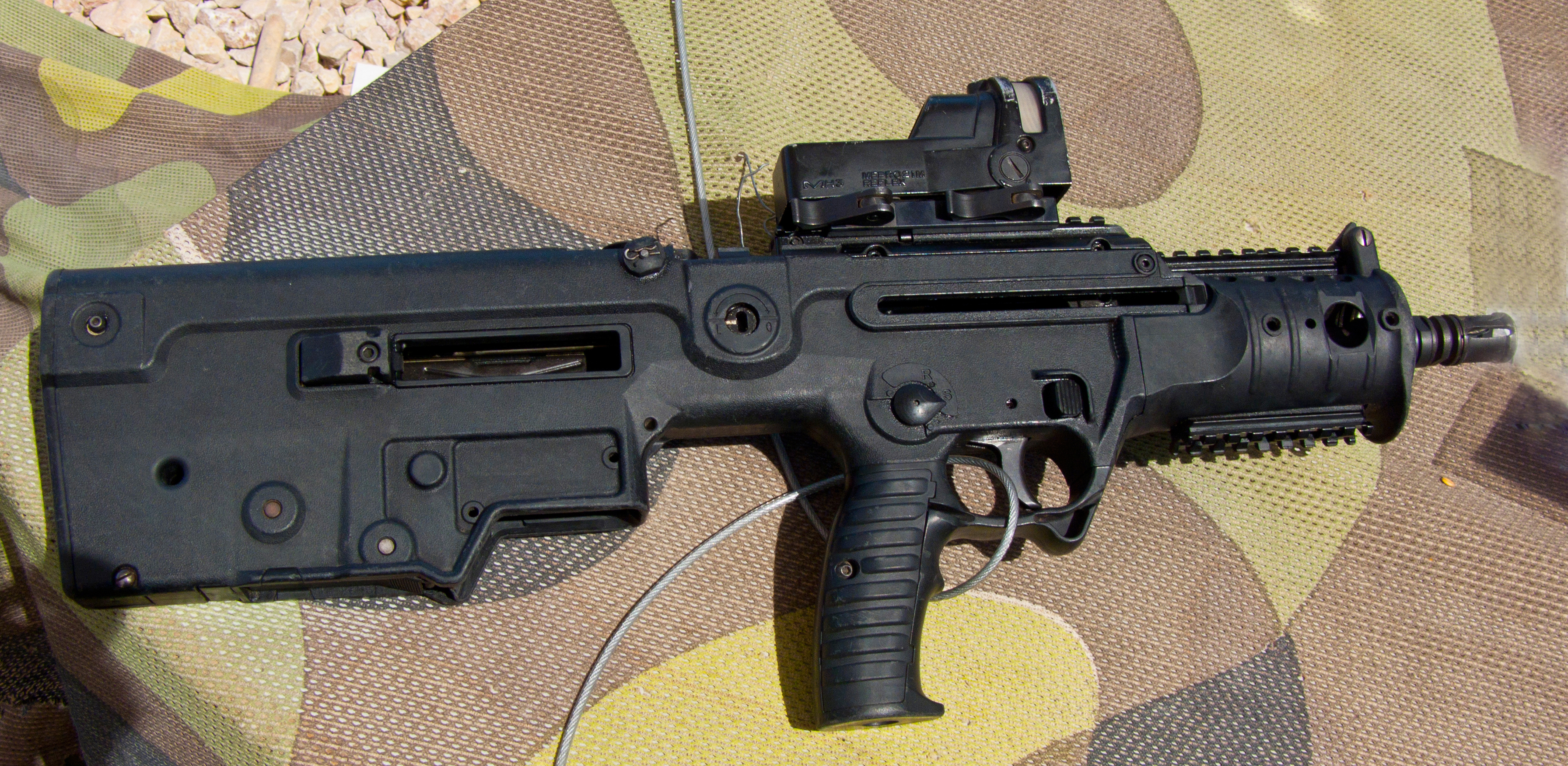
Le MTAR-21 : la version micro du TAR-21 d'où son nom, Micro TAR-21.

Le Micro-TAR, appelé aussi X95, est encore plus court que le CTAR. Le garde-main a été supprimé et remplacé par une poignée de maintien. Il existe en deux calibres : le calibre 5,56 × 45 mm OTAN, à chargeurs courbes standards, et le 9 × 19 mm Parabellum, dont les chargeurs sont droits.

### La version commerciale: la Tavor Carbine 21
Arme semi-automatique vendue essentiellement aux États-Unis, la TC 21 présente un encombrement de 610 mm pour 3,7 kg avec un canon de 410 mm.

### La nouvelle génération: le T95
C'est la dernière version développée à partir du MTAR. Une de ces variantes devrait tirer des munitions de 9 mm Parabellum, ce qui ferait de lui un pistolet-mitrailleur. Les Indian Ordnance Factories en ont fait la base de leur Zitara.

## Conflits
Le Tavor a été utilisé lors du conflit israélo-libanais de 2006, de la guerre de Gaza de 2008-2009, de la guerre de Gaza de 2012, de la guerre de Gaza de 2014, de l'invasion de l'Ukraine par la Russie et de la guerre à Gaza depuis 2023.

## Utilisateurs
- Azerbaïdjan
- Cameroun : pour les Corps d'élite.
- Colombie : 30 000 Tavors.

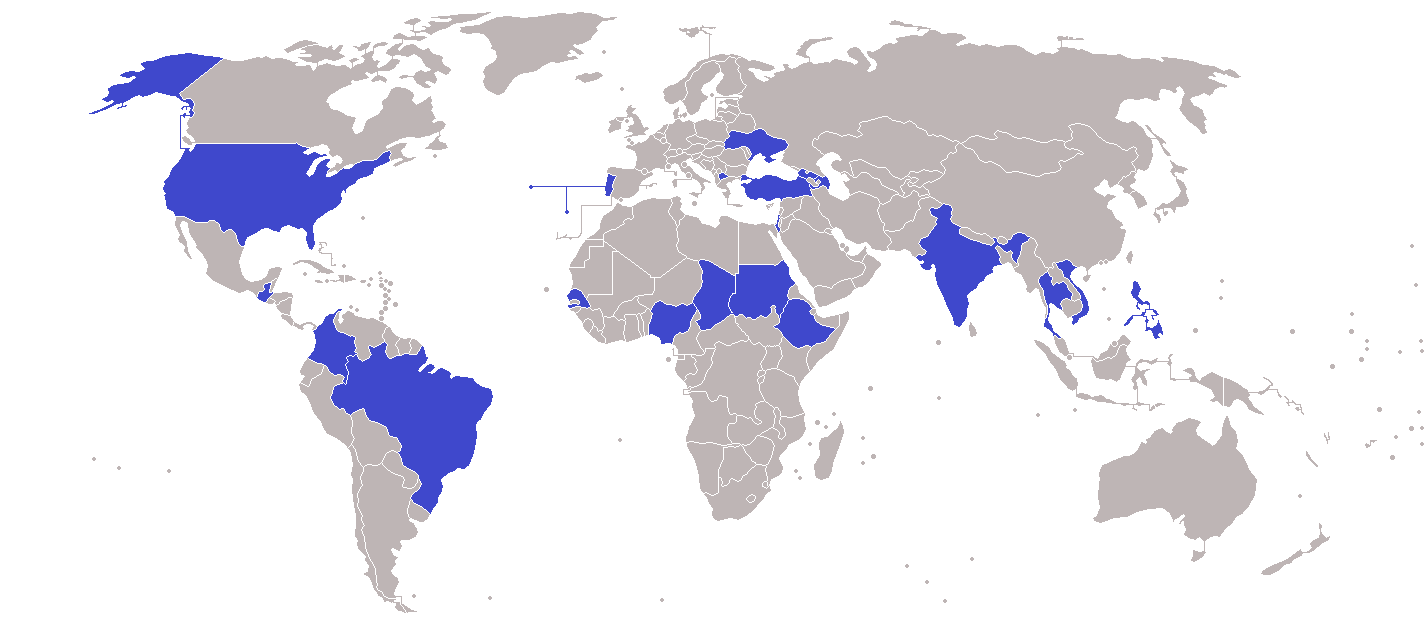
Utilisateurs du Tavor.

- Costa Rica : Force de Police du Costa Rica.
- Côte d'Ivoire : pour les forces spéciales des FRCI. Les forces spéciales Ivoiriennes ont paradé le jour de la fête Nationale avec des Tavor.
- Géorgie  : 7 000 FA, livraison en 2006. Utilisation lors de la guerre d'Ossétie du Sud de 2008.
- Guatemala : Pour la Policía Nacional Civil (es) et FS[Quoi ?].
- Haïti : BOID, la brigade d’opération d’intervention départementale.
- Inde  : Special Frontier Force (SFF). Ont subi des critiques.
- Israël  : Utilisé par les forces d'infanterie de Tsahal.
- Maroc : des X95 ont été observés lors d'une parade de la police en 2018[2]. La DGSN dément avoir acheté ces armes à Israël, ce qui indique un achat par un revendeur ou un pays tiers[3].
- Niger : Forces Spéciales.
- Nigeria : State Security Service
- Palestine : des images montrent des militants du Hamas et du Jihad islamique palestinien avec un grand nombre de M4 et de Tavor (sans doute capturés pendant l'Invasion israélienne de la bande de Gaza).
- Portugal : Quantité faible de T.A.R. 21 pour essai mais adoption du Heckler & Koch HK G36.
- Sénégal : par les forces spéciales et la Marine[4].
- Thaïlande : 58 206 TAR-21 commandés en 2009.
- Tchad : Forces Spéciales.
- Turquie : Maroon Berets.
- Ukraine : Le TAR-21 vient d'entrer en service aux côtés des AK-74 dans l'armée ukrainienne, produit nationalement sous licence.
- Vietnam

## Culture populaire

### Télévision
- En 2008, les films d'action d'Hollywood se tournent vers le MicroTavor, une version miniaturisée de l'arme, en remplacement des Uzi[5].
- Le TAR-21 est l'arme de dotation standard des équipes d'intervention du S.H.I.E.L.D. dans la série Marvel : Les Agents du S.H.I.E.L.D.
- Le TAR-21 est régulièrement utilisé sur le terrain par le personnage « Jane » de la série Blindspot.
- Le Tavor est l'arme de dotation dans la série FAUDA.

### Jeux vidéo
- Le TAR-21 apparaît dans le jeu vidéo Rainbow Six 3 : Raven Shield.
- Le TAR 21 est présent dans le jeu vidéo Call of Duty Modern Warfare 2
- Le MTAR-21 apparaît dans le jeu vidéo Rainbow Six 3 : Athena Sword sous le nom de MTAR-X.
- Le TAR-21 apparaît dans le jeu vidéo ARMA III sous le nom de TRG-21.
- Le MTAR-21 apparaît dans les jeux vidéo Jagged Alliance 2 v1.13 et Jagged Alliance: Crossfire (de).
- Le TAR-21 apparaît dans la série Killjoys.
- Le TAR-21 apparaît dans le jeu vidéo Tom Clancy's Ghost Recon Wildlands.
- Le MTAR-21 est disponible dans Call of Duty : Ghost et Call of Duty Black Ops II.
- Le MTAR-21 est disponible dans Battlefield 3 et Battlefield 4 via des DLC.
- Le TAR-21 est présent dans le jeu Grand Theft Auto V sous la dénomination Fusil Amélioré.
- Le TAR-21 apparaît dans le jeu vidéo Warface, sous le nom de TAVOR TAR-21.

- Le TAR-21 apparaît dans le jeu vidéo "Days Gone" sous la dénomination "IDF PUP"

### Sources
- (en) R.D. Jones & A. White, Jane's Guns Recognition Guide, 5e edition, HarperCollins,  2008.
- (en) M. Popenker & A.G. Williams, Assault Rifle, Crowood Press, 2004.